# Campeonato Mundial de Clubes de Balonmano de 2010

El Campeonato Mundial de Clubes de Balonmano de 2010 (oficialmente IHF Super Globe 2010) fue la 4ª edición del Campeonato Mundial de Clubes de Balonmano tuvo lugar en mayo de 2010 en Doha, Catar, y finalizó con victoria del BM Ciudad Real de España sobre el Al-Sadd de Catar, logrando así su segundo título en esta competición. Participaron el Al-Sadd de Catar, el Al Sadd Lebanon de Líbano, el BM Ciudad Real de España, el Unopar de Brasil, el Al Zamalek de Egipto y el Southern Stars de Australia. El sistema de competición será dos grupos de tres equipos cada uno, los dos primeros de cada grupo jugarán la semifinal y final.

## Equipos
| Group A                          | Group B                                |
| -------------------------------- | -------------------------------------- |
| BM Ciudad Real Unopar Al-Zamalek | Al Sadd Lebanon Al-Sadd Southern Stars |

## Primera Ronda

### Grupo A
| Pos | Equipo         | J | G | E | P | GF | GC | Dif | Pts |
| --- | -------------- | - | - | - | - | -- | -- | --- | --- |
| 1   | BM Ciudad Real | 2 | 2 | 0 | 0 | 68 | 41 | +27 | 4   |
| 2   | Al Zamalek     | 2 | 1 | 0 | 1 | 53 | 57 | -4  | 2   |
| 3   | Unopar         | 2 | 0 | 0 | 2 | 48 | 71 | -23 | 0   |

| Fecha      | Lugar       | Local          | Resultado | Visitante  |
| ---------- | ----------- | -------------- | --------- | ---------- |
| 17 de mayo | Aspire Zone | BM Ciudad Real | 28-22     | Al Zamalek |
| 18 de mayo | Aspire Zone | BM Ciudad Real | 40-19     | Unopar     |
| 19 de mayo | Aspire Zone | Al Zamalek     | 31-29     | Unopar     |

### Grupo B
| Pos | Equipo          | J | G | E | P | GF | GC | Dif | Pts |
| --- | --------------- | - | - | - | - | -- | -- | --- | --- |
| 1   | Al-Sadd         | 2 | 2 | 0 | 0 | 68 | 35 | +33 | 4   |
| 2   | Al Sadd Lebanon | 2 | 1 | 0 | 1 | 51 | 49 | +2  | 2   |
| 3   | Southern Stars  | 2 | 0 | 0 | 2 | 35 | 68 | -33 | 0   |

| Fecha      | Lugar       | Local           | Resultado | Visitante       |
| ---------- | ----------- | --------------- | --------- | --------------- |
| 17 de mayo | Aspire Zone | Al-Sadd         | 30-19     | Al Sadd Lebanon |
| 18 de mayo | Aspire Zone | Al-Sadd         | 36-16     | Southern Stars  |
| 19 de mayo | Aspire Zone | Al Sadd Lebanon | 32-19     | Southern Stars  |

## Ronda Final
|  | Semifinales     | Semifinales |    |                 | Final          | Final |  |
|  |                 |             |    |                 |                |       |  |
|  |                 |             |    |                 |                |       |  |
|  |                 |             |    |                 |                |       |  |
|  | BM Ciudad Real  | 41          |    |                 |                |       |  |
|  | Al Sadd Lebanon | 18          |    |                 |                |       |  |
|  |                 |             |    |                 |                |       |  |
|  |                 |             |    |                 |                |       |  |
|  |                 |             |    |                 | BM Ciudad Real | 30    |  |
|  |                 | Al-Sadd     | 25 |                 |                |       |  |
|  |                 |             |    |                 |                |       |  |
|  |                 |             |    |                 |                |       |  |
|  |                 |             |    |                 | 3 y 4 puesto   |       |  |
|  |                 |             |    |                 |                |       |  |
|  | Al-Sadd         | 27          |    | Al Sadd Lebanon | 22             |       |  |
|  | Al-Zamalek      | 23          |    |                 | Al-Zamalek     | 33    |  |

### Semifinal

#### BM Ciudad Real - Al Sadd Lebanon
| 20 de mayo de 2010 | BM Ciudad Real | 41:18 (21:8) | Al Sadd Lebanon   | Aspire Zone, Doha | |
|                    | R. Parrondo 8  |              | Denis Spoljaric 7 | Asistencia: 2.500 espectadores Árbitro(s): Yalatima Nanga Coulibaly (Costa de Marfil) y Mamoudou Diabate (Costa de Marfil) | Asistencia: 2.500 espectadores Árbitro(s): Yalatima Nanga Coulibaly (Costa de Marfil) y Mamoudou Diabate (Costa de Marfil) |

#### Al-Sadd - Al-Zamalek
| 20 de mayo de 2010 | Al-Sadd          | 27:23 (13:12) | Al-Zamalek      | Aspire Zone, Doha                                                                               |                                                                                                 |
|                    | Kiril Lazarov 12 |               | Ahmed Al Ahmr 8 | Asistencia: 2.500 espectadores Árbitro(s): Laurant Reveret (Francia) y Nordine Lazaar (Francia) | Asistencia: 2.500 espectadores Árbitro(s): Laurant Reveret (Francia) y Nordine Lazaar (Francia) |

### 5 y 6 puesto

#### Unopar - Southern Stars
| 21 de mayo de 2010 | Unopar             | 31:16 (16:8) | Southern Stars    | Aspire Zone, Doha                                                                              |                                                                                                |
|                    | Wilson Fernandes 5 |              | Kenneth Toerlen 6 | Asistencia: 1.500 espectadores Árbitro(s): Mansour Al-Suwaidi (Catar) y Saleh Bamatraf (catar) | Asistencia: 1.500 espectadores Árbitro(s): Mansour Al-Suwaidi (Catar) y Saleh Bamatraf (catar) |

### 3 y 4 puesto

#### Al Sadd Lebanon - Al Zamalek
| 21 de mayo de 2010 | Al-Sadd Líbano    | 22:33 (8:12) | Al Zamalek      | Aspire Zone, Doha | |
|                    | Denis Spoljaric 6 |              | Ahmed Al Ahmr 8 | Asistencia: 2.500 espectadores Árbitro(s): Yalatima Nanga Coulibaly (Costa de Marfil) y Yalatima Nanga Couliabaly (Costa de Marfil) | Asistencia: 2.500 espectadores Árbitro(s): Yalatima Nanga Coulibaly (Costa de Marfil) y Yalatima Nanga Couliabaly (Costa de Marfil) |

### Final

#### BM Ciudad Real - Al-Sadd
| 21 de mayo de 2010 | BM Ciudad Real | 30:25 (15:11) | Al-Sadd          | Aspire Zone, Doha                                                                               |                                                                                                 |
|                    | Eric Gull 7    |               | Kiril Lazarov 12 | Asistencia: 2.500 espectadores Árbitro(s): Laurant Reveret (Francia) y Nordine Lazaar (Francia) | Asistencia: 2.500 espectadores Árbitro(s): Laurant Reveret (Francia) y Nordine Lazaar (Francia) |

| España |                |
| Campeón BM Ciudad Real 2.o título \| Puesto \| Equipo \| \| ------ \| -------------- \| \| 1 \| BM Ciudad Real \| \| 2 \| Al-Sadd \| \| 3 \| Al-Zamalek \| \| 4 \| Al-Sadd \| \| 5 \| Unopar \| \| 6 \| Southern Stars \| |                |
| Puesto | Equipo         |
| 1 | BM Ciudad Real |
| 2 | Al-Sadd        |
| 3 | Al-Zamalek     |
| 4 | Al-Sadd        |
| 5 | Unopar         |
| 6 | Southern Stars |

| Predecesor: Mundial de Clubes 2007 | Mundial de Clubes 2010 | Sucesor: Mundial de Clubes 2011 |